# 卡尔·安东·欧根·普兰特尔
卡尔·安东·欧根·普兰特尔（德語：Karl Anton Eugen Prantl）（1849年9月10日—1893年2月24日）是德国植物学家。
他出生于慕尼黑，在慕尼黑接受教育，1870年毕业，毕业论文是《菊糖对植物的生理作用》，1877年，成为阿马拉特·萨芬堡森林教育機構的教師，1889年，到布雷斯勞大学担任教授，同时兼任当地植物园长，他的主要研究领域针对孢子植物。

## 主要作品
- 《植物学教材》 Lehrbuch der Botanik  7 Eds., Leipzig 1887.
- 《导管孢子植物形态学研究》 Untersuchungen zur Morphologie der Gefäßkryptogamen  Leipzig 1875 and 1881, 2 fascicles.
- 《巴伐利亚王国植物巡展》Exkursionsflora für das Königreich Bayern ，Stuttgart, 1884.
- 《植物自然分科》  Die natürlichen Pflanzenfamilien 2 Editions, Leipzig  1887 - （和恩格勒合著）。